# Agnes Baden-Powell
Agnes Smyth Baden-Powell (16 desembre del 1858 - 2 juny del 1945) va ser la germana petita de Robert Baden-Powell, i va ser més coneguda pel seu treball en l'establiment del Guiatge com una contrapart femenina al seu germà gran l'escoltisme.
Al costat del seu germà Robert va treballar en l'adaptació de l'escoltisme a les nenes i noies. L'experiència es va anomenar Guiatge]. Junts van escriure el 1909 els fulletons Girl Guides, a suggestion for Character Training for Girls (Noies Guies, un suggeriment per a l'educació del caràcter per a nenes). Fins a 1917 va presidir l'Associació de les Guies Scouts del Regne Unit (Girl Guides Association). A partir d'aquesta data va ser nomenada Vice-presidenta de l'Associació Mundial de Noies Guies i Noies Escoltes (WAGGGS). La seva cunyada, Olave Saint Claire Soames, és qui la passa al capdavant del Moviment Guia.

## La seva vida

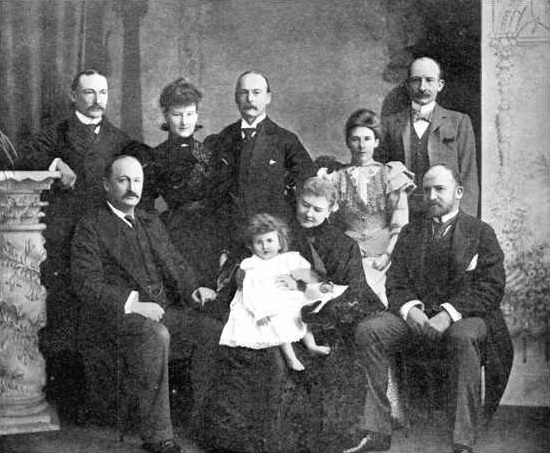
Família Baden-Powell: Fila posterior, de peu (esquerra a dreta): Mayor B. F. S. Baden-Powell, 1r Batalló, Scots Guards; Srta Agnes D. S. Baden-Powell, l'única filla; Sr. Frank Baden-Powell, Pintor i Escultor; Coronel Robert Baden-Powell, 13er Hussars, l'heroi del setge de Mafeking. Fila davantera, assegudes: El mort Sir George Baden-Powell, M.P.; Sra. Henrietta Grace Baden-Powell i una de les seves netes; Sr. Warrington Baden-Powell, Q.C., Sala: Admiralty Court.

Agnes va néixer en una família de deu fills, sent la novena en arribar i la tercera filla. El seu pare, el Reverend Baden Powell, va ser Savilian Professor de geometria a la Universitat d'Oxford.
La seva mare, Henrietta Gràcia Smyth, va ser la tercera esposa del Reverend Baden Powell (les dues anteriors havien mort), i era un talent musical i una artista.
Quan Agnes tenia només dos anys, el reverend Baden Powell va morir. Per tal del seu honor després de la seva mort, va afegir Baden al seu cognom i en la família des de llavors ha estat conegut com a Baden-Powell.
Això va deixar a la família sota el ferm control de Henrietta, que estava decidit a inculcar en els seus fills el desig de tenir èxit. Com el germà d'Agnes, Robert, va dir "El secret del meu èxit es va ficar al llit amb la meva mare.".
Agnes va convertir-se en músic, tocant l'òrgan, el piano i el violí. Ella també hi tenia altres interessos variats, inclosa la història natural i l'astronomia, i va mantenir abelles, ocells i papallones a casa seva.

## El Moviment de les Noies Guies
A partir de la creació de l'Escoltisme per part del seu germà Robert Baden-Powell a 1909 es va realitzar una exhibició escolta al Crystal Palace de Londres. Quan va arribar el moment de la desfilada de les delegacions, tots es van sorprendre de presenciar que el fenomen dels scouts s'havia contagiat a les dones.
En general, l'opinió popular d'això era de cert prejudici davant del fet que les noies realitzessin les proves i destreses que executaven els homes, tement que les noies resultessin irreverents. Per aquesta raó Agnes Baden-Powell va decidir escriure un fullet que promogués una opció adequada per a les nenes.
El 1909, Agnes i Robert van publicar conjuntament dos llibres els títols van ser: Fullet A: Joves Guies, un Suggeriment a l'Entrenament del Caràcter per Nenes (Pamphlet A: Baden-Powell Girl Guides, a Suggestion for Character Training for Girls)-el qual tenia informació sobre com començar un grup - i Fullet B: Guies Joves, una Suggeriment per a l'Entrenament del Caràcter per Nenes (Pamphlet B: Baden-Powell Girl Guides, a Suggestion for Character Training for Girls)—el qual tenia informació sobre els projectes del programa. Aquestes publicacions es consideren les precursores del moviment juvenil femení, que després van ser ampliats en un Manual per a les Noies Guies.
A l'abril de 1910 ja eren 6.000 les joves registrades com Noies Guies. El 1912, Agnes resultar nomenada de facto presidenta de l'Associació de les Noies Guies del Regne Unit. Aquests anys van ser necessaris per acumular experiència i poder donar a la llum el 1912 al primer manual titulat The Handbook for the Girl Guides or How Girls Can Help to Build Up the Empire.
El 1920, Agnes va resignar la Presidència a favor de Maria, Princesa Real i Comtessa de Harewood, encara que va continuar en el seu rol de Vice-presidenta fins que va morir a 1945, a l'edat de 86 anys.